# François Viger
François Viger o Vigier, a veces más conocido por su nombre  latinizado Franciscus Vigerius, (Ruen, Francia; 1590 - Ruen; 1647) fue un helenista francés. Pertenecía a la orden de los jesuitas.

## Obra
Viger es conocido especialmente por dos obras. La primera es una traducción latina comentada de la Preparación evangélica de Eusebio de Cesarea, (París, 1628, 3 vol. in fol.). En el terreno del estudio de la lengua griega antigua escribió el tratado De praecipuis Graecae dictionis idiotismis (Paris, 1632), varias veces reeditado en varios países europeos: Leiden (1765, in-8°), Leipzig (1802), Oxford (1813, 2 partes en-8°), Leipzig (1822), Londres (1824), Glasgow (1825), etc.
Los "Praecipui" fueron ampliados por los helenistas Hendrik Hoogeveen, Johann Karl Zeune y Gottfried Hermann, y en esta versión ampliada fueron usados ampliamente por los estudios del mundo clásico hasta el siglo XIX.